# Дитрих (Бранденбург)
Вижте пояснителната страница за други личности с името Дитрих.
Дитрих фон Бранденбург (на немски: Dietrich von Brandenburg; * пр. 1132/1140; † сл. 5 септември 1183) от фамилията Аскани, е маркграф на Бранденбург и от 1170 г. граф на Вербен.

## Живот
Той е петият син на маркграф Албрехт Мечката († 18 ноември 1170), основателят на Маркграфство Бранденбург, и съпругата му София фон Винценбург († 1160), дъщеря на граф Херман I от Винценбург († 1137/38).
През ноември 1164 г. той е с баща си и брат си Адалберт III фон Баленщет в двора на император Фридрих Барбароса в Бамберг. След подялбата на наследството през 1170 г. той става граф на Вербен.

## Фамилия
Дитрих се жени ок. 1150/1155 г. за Мехтилд от Тюрингия от род Лудовинги, дъщеря на ландграф Лудвиг III от Тюрингия († 1140) и Хедвиг фон Гуденсбург († 1148), дъщеря и наследник на гауграф Гизо IV († 1122) и Кунигунда фон Билщайн († 1138/1140). Тя е сестра на Юдит Тюрингска († сл. 1174), кралица на Бохемия (1158 – 1172), съпруга от 1153 г. на херцог и крал Владислав II († 1174).
Дитрих и Мехтилд имат един син:
- Дитрих († сл. 1171)